# Heather Marsh
 (juin 2020).
Pour les articles homonymes, voir Marsh.
Heather Marsh est une philosophe, programmatrice et militante des droits de l'homme canadienne. Elle est l'auteur de Binding Chaos, une étude des méthodes de collaboration de masse, et la fondatrice de Getgee, un projet visant à créer un réseau mondial de données communes et de confiance. 
Elle donne des conférences sur la collaboration de masse, la démocratie, l'économie et d'autres questions de société. Elle a parlé de Getgee et de la nécessité d'une mise en commun des données mondiales lors de diverses conférences sur les logiciels. Elle a prononcé un discours sur l'économie de l'approbation lors du sommet du G8 alternatif en 2013. Elle a été invitée à la Biennale de Berlin 2012 dans le cadre de leur exposition d'art Occupy. Elle a représenté le hackathon de la Biennale de Berlin au World Free Media Forum à Rio en juin 2012. 
En tant que journaliste, elle a écrit de nombreux articles indépendants et de 2010 à 2012, elle a été la seule rédactrice et administratrice du site d'actualités parrainé par WikiLeaks, WikiLeaks Central. En tant que militante, elle a lancé de nombreuses campagnes très réussies en faveur des droits humains. En tant que philosophe, elle a donné de nombreuses interviews aux médias et aux universitaires, écrit des livres et des essais et donné des conférences dans de nombreux pays. En 2018, elle a été invitée à prendre la parole à l'Oxford Union, qui prétend être « la société de débat la plus prestigieuse du monde » et « le dernier bastion de la liberté d'expression ». La vidéo de son discours a été censurée sur ordre d'un ancien agent de la CIA et directeur de l'US DIA.

## Internet et journalisme
Depuis 2015, elle travaille à lancer un projet mondial de partage de données avec Getgee, une base de données universelle et un réseau de confiance. Getgee cherche à permettre une collaboration mondiale sur la recherche et l'information sans contrôle par une plateforme spécifique. Il s'agit d'une continuation de son projet précédent nommé le Global Square,,,,, et plusieurs années d'écriture au sujet de la communication de masse, y compris le journalisme libre et la recherche scientifique et universitaire. 
Dans le cadre de ses propres activités de journalisme, elle a couvert des enquêtes sur des fuites de matériel et des cas individuels de droits de l'homme ainsi que la couverture des événements mondiaux. Dans une interview non publiée avec l'avocat de la défense de Guantanamo, Dennis Edney, les deux hommes discutent des tentatives de chantage de témoins par le FBI et de la possibilité que l'accord de plaidoyer d'Omar Khadr ait été signé sans conseil juridique. L'interview a ensuite été divulguée à Cryptome. 

## Droits humains
Elle a plaidé pour la transparence des actions et des organisations qui affectent le public et la vie privée des individus. Elle est contre le contrôle et la propriété des connaissances par les droits d'auteur et les brevets, mais écrit : « La confidentialité et la propriété des histoires personnelles sont étroitement liées à la dignité humaine » et le crédit (mais pas la propriété) des idées et du travail intellectuel est essentiel dans une économie d'approbation. Elle a été active dans la liberté d'information, la lutte contre la pauvreté, les affaires liées à la justice et toutes les formes de « dignité humaine » ainsi que la défense des droits individuels avant tous les systèmes de gouvernance. Elle a été associée à l'activisme de Guantanamo, principalement pour le prisonnier de guerre canadien Omar Khadr, et à des activités Anonymous, en particulier en ce qui concerne les droits de l'homme,,,. Elle a dénoncé et mené de nombreuses campagnes contre la traite des êtres humains et les violations commises par des sociétés mondiales de ressources.
Elle a beaucoup écrit sur son activisme, notamment des rapports d'enquête et des entrevues sur le jeune canadien Omar Khadr, l'un des plus jeunes prisonniers de Guantanamo Bay. Son blog populaire est bien accueilli à l'échelle mondiale. Elle est la porte-parole nationale du groupe Free Omar Khadr au Canada, passant son temps à écrire, à parler et à plaider pour la libération d'Omar. L'une de ses dernières interviews a été publiée dans The Diplomat concernant son travail sur Omar Khadr. 
Elle a écrit les premiers articles des médias anglais sur Abdulelah Haider Shaye, un journaliste yéménite condamné à une peine d'emprisonnement par Obama, un an et demi avant la parution d'un rapport aux États-Unis. Elle a sensibilisé le monde entier à des sujets tels que le génocide des Rohingyas en Birmanie et les tueries rituelles au Gabon. Elle a commencé un projet de recherche pour cartographier les liens entre les personnes derrière les sociétés de ressources, les milices, les espions et les prisons en réponse à une manifestation de fracturation au Nouveau-Brunswick. Ceci est devenu opCanary qui cherche à former des alliances entre les groupes locaux combattant les mêmes sociétés multinationales de ressources. Elle a lancé la campagne OpDeathEaters pour informer le public de la complicité de haut niveau dans les industries de la traite des êtres humains et du "pédédosadisme" dans le but d'enquêtes indépendantes pour enquêter et d'un changement dans le discours public autour de ces crimes,. Ses campagnes opGabon et opDeatheaters ont fait l'objet d'un livre, Crime, Justice and Social Media, du criminologue australien Michael Salter, qui a demandé « Comment les médias sociaux changent-ils la compréhension contemporaine du crime et de l'injustice, et quelle contribution peuvent-ils apporter à la recherche de la justice ? » et a présenté de nombreuses entrevues avec elle. 
Elle a lancé Gaza Rebirth, « un nouveau paradigme pour l'activisme de récupération » pour établir une aide directe à Gaza en 2014 et « pour entamer un dialogue sur ce cycle de destruction et de "reconstruction" où les empires des entreprises se nourrissent de tourments humains réels en tant qu'industrie en croissance pour s'enrichir. ». Elle a souvent appelé à la décentralisation des ONG qu'elle considère comme faisant partie des "systèmes de dissociation" qui se dressent entre les personnes et empêchent la création d'une société saine. 

## WikiLeaks, Anonymous, Occupy et d'autres
En 2010, elle est devenue administratrice, rédactrice en chef et titulaire du domaine du site d'actualités WikiLeaks Central, « un site d'actualités mondial qui a été demandé, annoncé, promu, approuvé et hébergé par WikiLeaks mais géré de manière autonome et séparée » par Marsh. En tant que rédactrice / administratrice de WL Central, elle a créé une communauté pour plus de 70 militants du monde entier afin de fournir une nouvelle organisation d'informations d'actualité, couvrant uniquement « les informations dont les gens ont besoin pour se gouverner ». Elle a utilisé WikiLeaks Central pour lier les communiqués de WikiLeaks aux événements actuels et plaider pour le changement social sous le slogan « News, analysis, action ». La section Action contenait des calendriers de manifestations, des pétitions et des informations pour les militants. Le site a été publié en 16 langues et des manifestations ont été répertoriées dans plus d'une centaine de pays. 
Wikileaks Central est rapidement devenu un site d'actualités controversé et populaire, publiant des articles sur des thèmes tels que les prisons secrètes de la CIA en Pologne et a fourni la couverture la plus approfondie de nombreux soulèvements. Geert Lovink, critique d'internet influent, a qualifié Wikileaks Central de quatrième site Web qu'il visite tous les jours : « WL Central est devenu un agrégateur d'informations alternatif et une sorte d'alternative à CNN ou de résurgence de l'Indymedia du bon vieux temps, en 2000-2001. Elle a un peu baissé mais peut encore monter avec des histoires étonnantes de ses propres correspondants. WL Central montre ce que le Web est capable de faire au-delà des 140 caractères de Twitter et du bavardage informel sur Facebook. »
Heather Marsh a démissionné de son poste de rédactrice en chef, d'administratrice et de titulaire de domaine de WikiLeaks Central le 8 mars 2012. 
Elle a utilisé l'attention portée par les médias à WikiLeaks entre 2010 et 2012 pour mettre en lumière les questions de droits de l'homme et de transparence et soutenir des mouvements militants du monde entier. Parmi ces groupes, on peut citer les Hope Riders sud-coréens, des participants au printemps arabe, à la révolution chinoise du jasmin, le Mouvement des Indignés en Espagne ou encore le mouvement Occupy. Elle a écrit le premier article faisant référence à ce qui est devenu le mouvement d'occupation américain le jour où il a commencé, le 10 mars 2011 et a couvert de nombreux mouvements de protestation quelques heures après leurs débuts. 
Elle a reçu un soutien international fréquent d'Anonymous pour ses campagnes de défense des droits humains depuis 2010 ; elle les a qualifiés de « vieux amis »,.